# Jake Cuenca
Juan Carlos "Jake" Cuenca (sinh ngày 30 tháng 12 năm 1987 tại San Jose, California, Hoa Kỳ; nghệ danh: Jake Cuenca) là một diễn viên kiêm người mẫu nổi tiếng của Philippines. Anh được mệnh danh là Brad Pitt của Philippines và là ông hoàng phim telenovela nước này. Jake mang hai quốc tịch Mỹ và Philippines, có cha là người Mỹ và mẹ người Philipines. Anh lớn lên tại thủ đô Manila, Philippines. Anh cũng là cầu thủ bóng đá cho đội Team Socceroo FC của Philipines.

## Tiểu sử gia đình
Cuenca sinh ngày 30 tháng 12 năm 1987 tại San Jose, California, Hoa Kỳ, đến năm 3 tuổi gia đình anh chuyển về Manila sinh sống. Jake xuất thân trong một gia đình khá giả tại Manila. Cha anh tên là Juan Tomas Cuenca, là một kiến trúc sư người Mỹ gốc Tây Ban Nha, đến từ Valencia, Tây Ban Nha, và mẹ anh là một nữ doanh nhân thành đạt người gốc Philippines đến từ Ilocos Norte tên là Rachele Leveriza. Anh có một anh trai tên Rufo và một em gái tên Bea, anh là con trai thứ hai trong gia đình. Anh từng là học sinh của trường PAREF Southridge, một trường nam sinh ở thành phố Muntinlupa.

## Sự nghiệp giải trí

### Cuối thập niên 90: người mẫu kiêm diễn viên nhí
Năm 9 tuổi, Cuenca được phát hiện bởi nhà tìm kiếm tài năng Arvin Bentonon của Cosmo Modeling Agency. Ngay sau đó, anh đã tham gia đóng phim và đóng quảng cáo trên truyền hình bao gồm các mẫu quảng cáo cho các thương hiệu nổi tiếng như: Safeguard, Coke và Globe Telecom. Năm 10 tuổi, anh được tham gia vai nhỏ trong phim điện ảnh nổi tiếng Super Kikay and Her Flying Pagong vào năm 1997. Tiếp sau đó, vào năm 1998 anh được mời tham gia hai tác phẩm nổi tiếng “Takbo Barbara Takbo” và “Panday”. Cả ba phim này đều thuộc hãng Star Cinema của ABS-CBN.

### Đầu những năm 2000: khởi đầu sự nghiệp tại GMA
Năm 2003, anh quay trở lại làng giải trí với tư cách là diễn viên của hãng GMA Network và xuất hiện trong phim truyền hình dành cho thanh thiếu niên Click, ngoài ra anh cũng được tham gia trong dàn cast của phim Batch 2. Khi show này kết thúc, Cuenca bắt đầu tham gia đóng nhiều phim khác như: Hanggang Kailan, Forever in My Heart và tham gia mùa thứ năm của Love to Love.
Năm 2005, anh đóng vai Kahlil trong series film thần thoại nổi tiếng Encantadia, đóng vai của diễn viên Dingdong Dantes và là người thừa kế của Karylle. Anh cũng xuất hiện trong mùa thứ 9 của Love to Love với tựa phim là "Miss Match", đóng cặp với người chiến thắng show truyền hình thực tế- nữ diễn viên Jennylyn Mercado. Song song với việc phát triển sự nghiệp truyền hình, Cuenca cũng tham gia các khoá học diễn xuất của các đạo diễn Peque Gallaga và Joel Lamangan. Ở đó anh đã được học các kỹ năng và cử động cần thiết cho diễn viên truyền hình, kỹ năng khóc thông qua cử chỉ hay lối diễn phóng đại như trong các phim quảng cáo.
Năm 2006, anh đóng vai một trong những phù thủy của phim truyền hình thần thoại Majika, đây là phim cuối cùng của anh đóng cho hãng GMA. Nhờ thành công của phim, Cuenca cùng các bạn diễn nam được xuất hiện trên trang bìa ấn phẩm thứ hai của tạp chí X-ray Magazine. Rủ bỏ hình ảnh cậu bé có vẻ ngoài ngọt ngào và ngây thơ ngày nào, thay vào đó anh xuất hiện trên bìa tạp chí với hình ảnh trưởng thành và có tính khiêu khích hơn..

### Từ 2006 đến nay: sự nghiệp thăng hoa cùng ABS-CBN

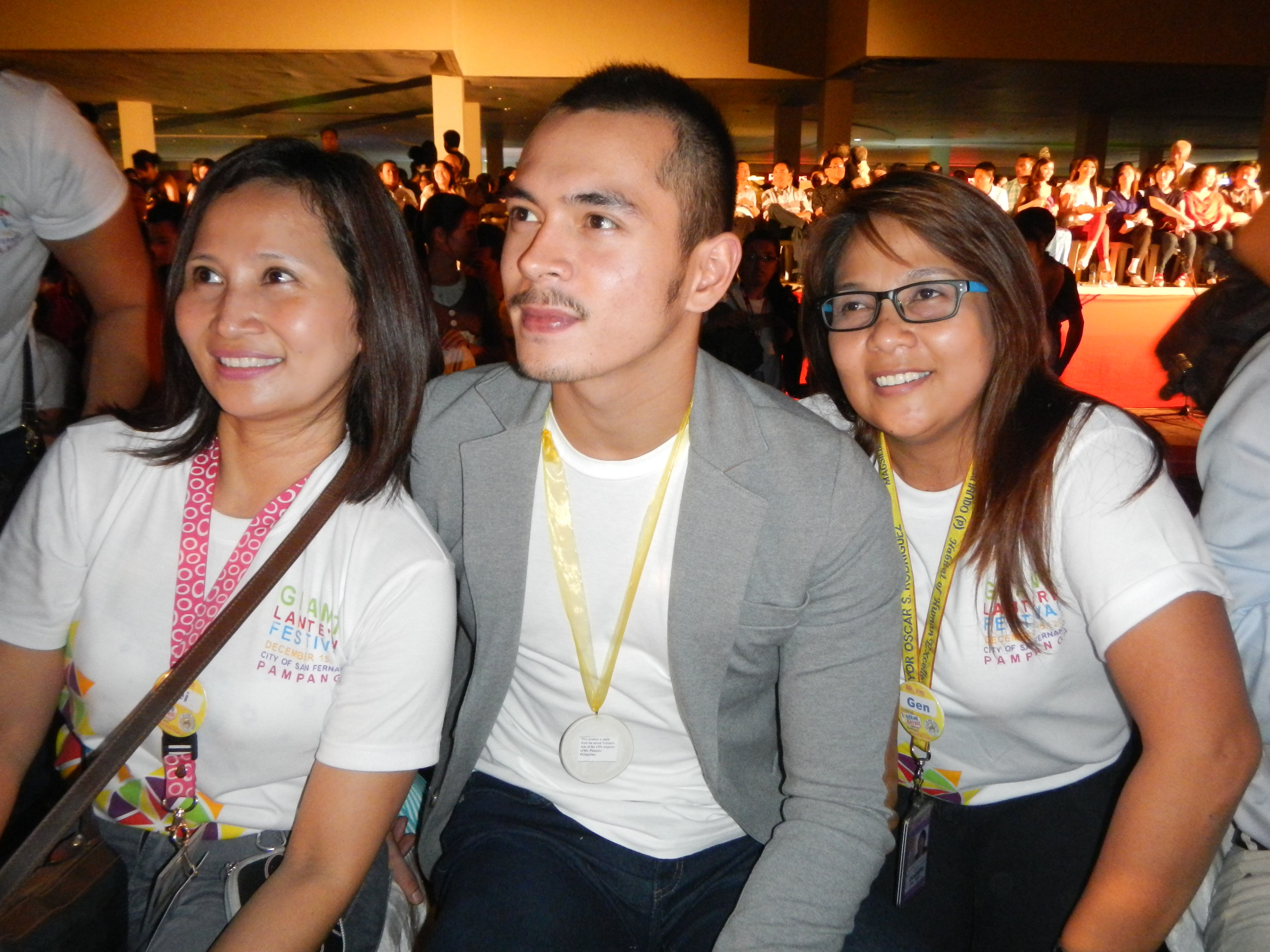
Cuenca trong năm 2012

Sau khi chuyển sang hãng ABS-CBN vào năm 2006 sự nghiệp của anh đã có những bước ngoặt lớn với những vai diễn để đời. Đầu tiên, anh tham gia phim truyền hình Sana Maulit Muli. Đây là phim giờ vàng đầu tiên của anh cho hãng, với các bạn diễn cùng lứa nhưː Kim Chiu, Gerald Anderson và Erich Gonzales. Anh cũng xuất hiện trong các phim: Love Spell, "Sweet Sixty". Sau đó, anh đóng phim thần thoại Lastikman với các diễn viên Sarah Geronimo, Oyo Boy Sotto, và Roxanne Guinoo .
Cuenca có cú đột phá lớn trong sự nghiệp của mình khi anh cùng với bạn gái cũ - nữ diễn viên Roxanne Guinoo được trao cơ hội đóng vai chính trong bộ phim nhận được sự đón nhận tích cực từ khán giả trong năm 2007 Natutulog Ba Ang Diyos?. Trong phim, anh đóng vai Andrew - một thiếu gia tuổi teen nghịch ngợm, ham chơi, sống thiếu trách nhiệm nhưng yêu chân thành. Sau đó, anh cũng góp mặt trong dàn cast của series phim thần thoại Lastikman cùng với Roxanne Guinoo, Vhong Navarro và Iya Villania. Trong phim họ đóng các nhân vật liên quan đến tình yêu 4 góc.
Chỉ trong vòng một năm (từ cuối 2006 đến 2007), Jake đã tham gia 14 show truyền hình của hãng. Năm 2008, anh đóng vai chính trong series hành động làm lại của hãng ABS-CBN Palos với ngôi sao hành động kỳ cựu Cesar Montano, đây là đột phá lớn của Cuenca với thể loại phim hành động, phim trở thành một big hit của hãng ABS-CBN trong năm. Tiếp đó, anh cũng đóng cặp với diễn viên Shaina Magdayao trong series Your song Presents A million miles away. Trong phim anh đóng vai Kiko trợ lý của cha Lizzie - người yêu cầu anh trở thành bảo mẫu của Lizzie và tình nhân của cô ta. Tuy nhiên, sự thực được tiết lộ là Kiko đã yêu thầm Lizzie từ lâu nay.
Năm 2009, anh đóng Tayong Dalawa (tựa tiếng Anh là: The two of us) cùng với Kim Chiu và Gerald Anderson phim được phát hành tại Việt Nam với tên "Biển tình ngang trái" Trong phim, anh vào vai Dave (David Dave Garcia Jr) một công tử nhà giàu và đồng thời là trung uý của quân đội Philippines, có chuyện tình tay ba với người anh song sinh và người bạn thân nhất của mình. Bộ phim gây sốt tại nhiều nước Châu Á khi nó được công chiếu tại Singapore, Malaysia, Campuchia, Indonesia, Việt Nam và phát sóng tại một số nước ở Châu Phi. Vai Dave đã thực sự mang lại danh tiếng nổi bật cho Jake, được đánh giá là một trong những vai diễn đáng nhớ nhất trong lịch sử của truyền hình Philippines. Sau vai này, Jake trở thành một trong những ngôi sao hot nhất tại Philippines. Cũng trong năm này, anh tham gia tập phim Precious Hearts Romances Presents: My Cheating Heart cùng với nữ diễn viên Cristine Reyes.
Năm 2010, anh đóng vai Alejandro Cardenas - một bác sĩ đẹp trai và tốt bụng trong phiên bản làm lại của Phillipies từ bộ phim truyền hình nổi tiếng của Mexico Rubi với các ngôi sao điện ảnh Angelica Panganiban và Shaina Magdayao. Trong phim, anh đóng vai bác sĩ Alejandro, người yêu của Rubi nhưng cô ta chỉ lợi dụng anh vì cô ta nghĩ rằng anh là người giàu có. Sau đó cũng trong năm này, anh đóng vai Elias Pakini - một siêu anh hùng thời hiện đại có khả năng chống lại những tên phù thủy đang đe doạ sự bình yên của thị trấn trong phần cuối cùng của series phim thần thoại của 'Agimat': Elias Pakini .
Năm 2011, anh góp mặt trong dàn diễn viên chính của bộ phim  Green Rose  - phiên bản làm lại từ bộ phim cùng tên của truyền hình Hàn Quốc - vai Edward. Phim còn có sự tham gia của dàn diễn viên tên tuổi nhưː Jericho Rosales, Anne Curtis và Alessandra De Rossi. Sau đó, anh đóng vai Darmo Adarna - một siêu anh hùng nổi tiếng trong bộ truyện tranh của Philippines - trong bộ phim cổ tích Wansapanataym:Darmo Adarna, đóng cặp với nữ diễn viên Yen Santos. Khác hẳn so với nhân vật trong truyện tranh - là một cậu bé siêu năng lực và có một người bạn là chú chim khổng lồ, Darmo Adarna trong phim là một chàng trai bị thừa cân luôn bị mọi người trêu chọc và ức hiếp, bỗng nhiên biến thành một anh hùng cơ bắp.
Năm 2012, anh đóng vai Paul Raymundo trong phim Kung Ako'y Iiwan Mo (tựa tiếng Anhː Without you), phim được phát sóng tại Việt Nam với tựa Định mệnh anh và em với hai sao nữ nổi tiếng là Shaina Magdayao và Bangs Garcia. Chuyện tình tay ba đầy thu hút và thú vị trong phim cùng với sự khắc hoạ về cuộc sống của những kiều bào phải xa quê hương đi làm xa tại nước ngoài đã lôi cuốn sự quan tâm của khán giả Philippines ở trong và ngoài nước, bộ phim đã đạt được rating cao nhất trong năm 2012 mặc dù được phát sóng vào khung giờ buổi chiều. Cũng trong năm này, anh đóng vai chính trong phim giờ vàng Kahit Puso'y Masugatan (phim được phát sóng tại Việt Nam với tên "Ngọn lửa trái tim). Trong phim anh vào vai Rafael - một nhiếp ảnh gia trẻ tuổi và đẹp trai, có chuyện tình yêu đầy phức tạp với hai chị em. Đây cũng là vai diễn khó và đầy thách thức đối với anh vì nhân vật này có nội tâm phức tạp và dằn xé.
Năm 2013, anh tiếp tục thành công với vai Luis Sancuevas -một thiếu gia có vẻ ngoài đẹp trai và lạnh lùng và là người tình trong mộng của nhân vật nữ chính trong phiên bản làm lại của Philippines từ bộ phim nổi tiếng Maria Mercedes của Mexico, đóng cặp với ngôi sao nữ Jessy Mendiola và diễn viên Jason Abalos.
Năm 2014, anh đóng vai phản diện chính Franco trong phim truyền hình nổi tiếng Ikaw Lamang cùng với Coco Martin, Kim Chiu, Julia Montes và các ngôi sao kỳ cựu khác trong phim. Phim phát hành với tên "Lối rẽ cho tình yêu" tại Việt Nam.
Năm 2015- đầu năm 2016, anh đóng vai Juan Samonte trong phim Pasión de amor, phim được phóng tác theo bộ phim kinh điển nổi tiếng của Columbia Pasión de Gavilanes. Trong phim, anh đóng vai người anh trai lớn của gia đình Samonte - Juan Samonte có ý định trả thù cho cái chết của cô em gái út nhưng lại đem lòng yêu cô gái lớn của gia đình đã giết em gái anh. Phim phát sóng tại Việt Nam với tên "Tình sâu hơn hận", bộ phim gây tiếng vang lớn và trở thành hiện tượng khi phát sóng tại Philippines .
Tại Việt Nam anh là gương mặt khá quen thuộc đối với các khán giả xem phim Philippines với các phim nổi bật như: Biển tình ngang trái (vai Dave),Định mệnh anh và em(vai Paul), Ngọn lửa trái tim (vai Rafael), Lối rẽ cho tình yêu (vai Franco), Tình sâu hơn hận (vai Juan) đặc biệt là vai Dave của phim Biển tình ngang trái, bộ phim từng dậy sóng khi lần đầu phát sóng tại Việt Nam trên Todaytv, đây được cho là một trong số ít những phim Philippines thành công nhất tại Việt Nam và Châu Á.

### Đoạt giải quốc tế với các phim độc lập
Trong lĩnh vực phim điện ảnh, Jake cũng tham gia rất nhiều tác phẩm và gây được tiếng vang cho sự nghiệp đóng phim với nhiều giải thưởng cá nhân. Jake đóng cả phim thương mại bao gồm: In the name of love, Status: it's complicated, My neighbor's wife,Villa Estrella, Tuhog.... lẫn phim nghệ thuật (phim độc lập) như là: H.I.V.: Si Heidi, Si Ivy at si V (2010) - câu chuyện phóng sự về người mắc căn bệnh thế kỷ AIDS, Nuwebe (2013) -(phim về đề tài lạm dụng tình dục trẻ em, bộ phim đã giành được nhiều giải thưởng trong nước lẫn quốc tế), Lihis (2013) - câu chuyện tình yêu đồng giới giữa hai người lính trong thập niên 70, Mulat (2014)....
Giải thưởng điện ảnh đầu tiên anh nhận được là giải Nam phụ xuất sắc nhất trong phim điện ảnh "In the name of love" tại giải thưởng PMPC Star Awards lần thứ 28 trong năm 2014. Sau đó, anh tiếp tục đạt giải Nam diễn viên chính xuất sắc nhất cho vai diễn trong phim "Mulat" (Awaken) tại Liên hoan phim quốc tế Mahattan (New York) vào cuối năm 2014. Vào năm 2016, anh được vinh danh cho cùng vai diễn cũng ở hạng mục Nam diễn viên xuất sắc nhất tại Liên hoan phim quốc tế Brazil 2016. Trước đó, tại quê nhà Philippines, anh cũng được vinh danh với hai danh hiệu Nam chính xuất sắc nhất cho vai Jake trong phim "Mulat" tại giải thưởng Inquirer Indie Bravo Award lần thứ 5 vào năm 2014 và tại giải thưởng Ani Ng Dangal Awards lần thứ 7 vào năm 2015.

## Ông hoàng phim Telenovela
Ngoài việc được mệnh danh là Brad Pitt của Philippines, truyền thông Philippines cũng mệnh danh anh là ông hoàng phim Telenovela (tức các phim làm lại từ phim truyền hình nói tiếng Tây Ban Nha hay Bồ Đào Nha). Điển hình như anh đã từng đóng chính trong 3 phim truyền hình dài tập chuyển thể từ các nước Mexico và Columbia như: Rubi (vai Alejandro Cardenas), Maria Mercedes (vai Luis Sancuevas) và Pasion De Amor (vai Juan Samonte) - phim phát sóng ở Việt Nam với tên Tình sâu hơn hận. Trong cả ba phim này, anh đều nhận được sự đánh giá cao từ giới phê bình lẫn khán giả.